# تيمو تاينيو

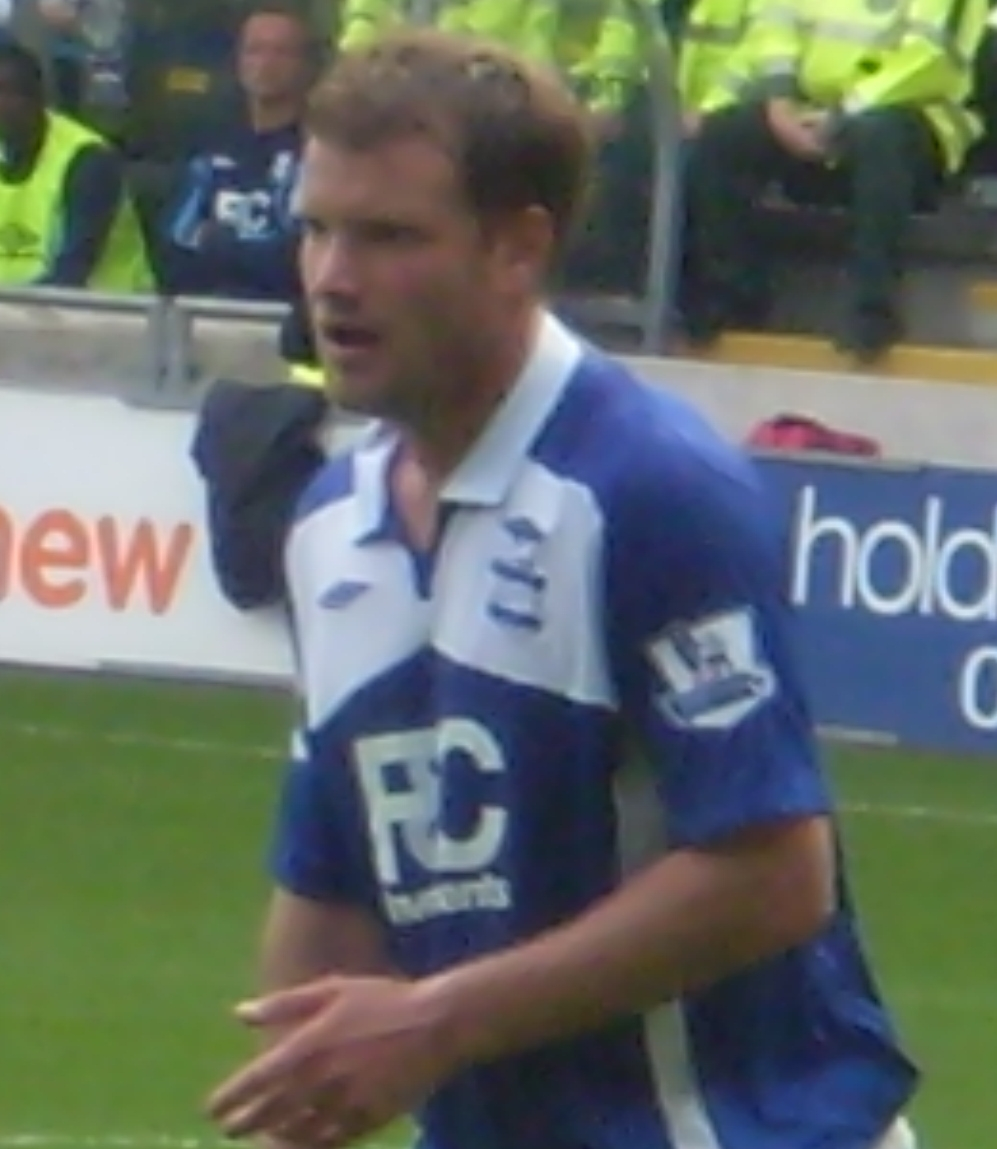
تيمو تاينيو

تيمو تاينيو (Teemu Tainio؛ تورنيو، 27 نوفمبر 1979) لاعب كرة قدم فنلندي.
بدأ مسيرته الكروية مع نادي هـَـكا في موسم 1996/1997، ولعب معهم 20 مباراة وسجل 4 أهداف، وفي عام 1997 انتقل إلى نادي أوكسير الفرنسي، ولعب معهم حتى عام 2005، وشارك معهم في 148 مباراة وسجل 14 هدف، وفي عام 2005 لعب مع نادي توتنهام هوتسبر الإنجليزي، ولعب معهم حتى عام 2008، وشارك معهم في 61 مباراة وسجل 3 أهداف، وفي عام 2008 انتقل إلى نادي سندرلاند الإنجليزي.
وقد بدأ باللعب مع منتخب فنلندا لكرة القدم في عام 1998.

## روابط خارجية
- تيمو تاينيو على موقع الاتحاد الدولي (مؤرشف)  (الإنجليزية)
- تيمو تاينيو على موقع الاتحاد الأوربي (الإنجليزية)
- تيمو تاينيو على موقع الدوري الأمريكي (الإنجليزية)
- تيمو تاينيو على موقع قاعدة بيانات كرة القدم.إي يو (الإنجليزية)
- تيمو تاينيو على موقع ليكيب (الفرنسية)
- تيمو تاينيو على موقع ناشيونال فوتبول تيمز (الإنجليزية)
- تيمو تاينيو على موقع Soccerbase.com (لاعب) (الإنجليزية)
- تيمو تاينيو على موقع Soccerway.com (الإنجليزية)
- تيمو تاينيو على موقع عالم كرة القدم.نت (الإنجليزية)
- تيمو تاينيو على موقع كووورة